# SEAT Fura
La SEAT Fura è un'automobile di segmento B della casa automobilistica spagnola SEAT nata nel 1981 dopo lo scadere dell'accordo FIAT-SEAT. Era simile alla sua progenitrice, la SEAT 127 (che a sua volta era la versione spagnola della Fiat 127), a parte qualche piccola modifica estetica utile per evitare problemi di copyright.

## Storia
Il progetto Fura iniziò a prendere corpo con l'introduzione sul mercato italiano della SEAT Ronda nel 1983, quando la casa automobilistica era appena stata ceduta dalla Fiat (che possedeva il 51% di SEAT dagli anni cinquanta).
Il rinnovamento SEAT fu facilitato dall'ingresso della Volkswagen; infatti negli stabilimenti di Pamplona venivano già assemblate le nuove Polo.
Con l'avvento della Fiat Uno e la cessata produzione della Fiat 127 III serie (venduta in Spagna col nome di Seat 127 Fura), l'utilitaria italo/spagnola viene aggiornata per essere venduta anche in Italia, in attesa di una vettura tutta nuova di sola progettazione SEAT. Nasce così la SEAT Fura, disponibile sui mercati italiani dai primi mesi del 1984, diventando in poco tempo la vettura trainante del marchio spagnolo in Italia.
Rispetto alla 127 III serie, la Fura aveva il frontale completamente ridisegnato con nuovi gruppi ottici, inedita mascherina e indicatori di direzione, cofano motore con un piccolo rialzo aerodinamico, paraurti anteriori di diverso disegno, portiere senza deflettori, portellone posteriore leggermente diverso con una incavatura al di sotto del lunotto e leggere nervature laterali sul tetto e cerchi inediti con coppette coprimozzo.
Internamente cambia soprattutto nel cruscotto, adottando anche un cassettino portaoggetti e nuovo disegno della strumentazione, più moderno. Meccanicamente era uguale alla Fiat 127 III serie 900.

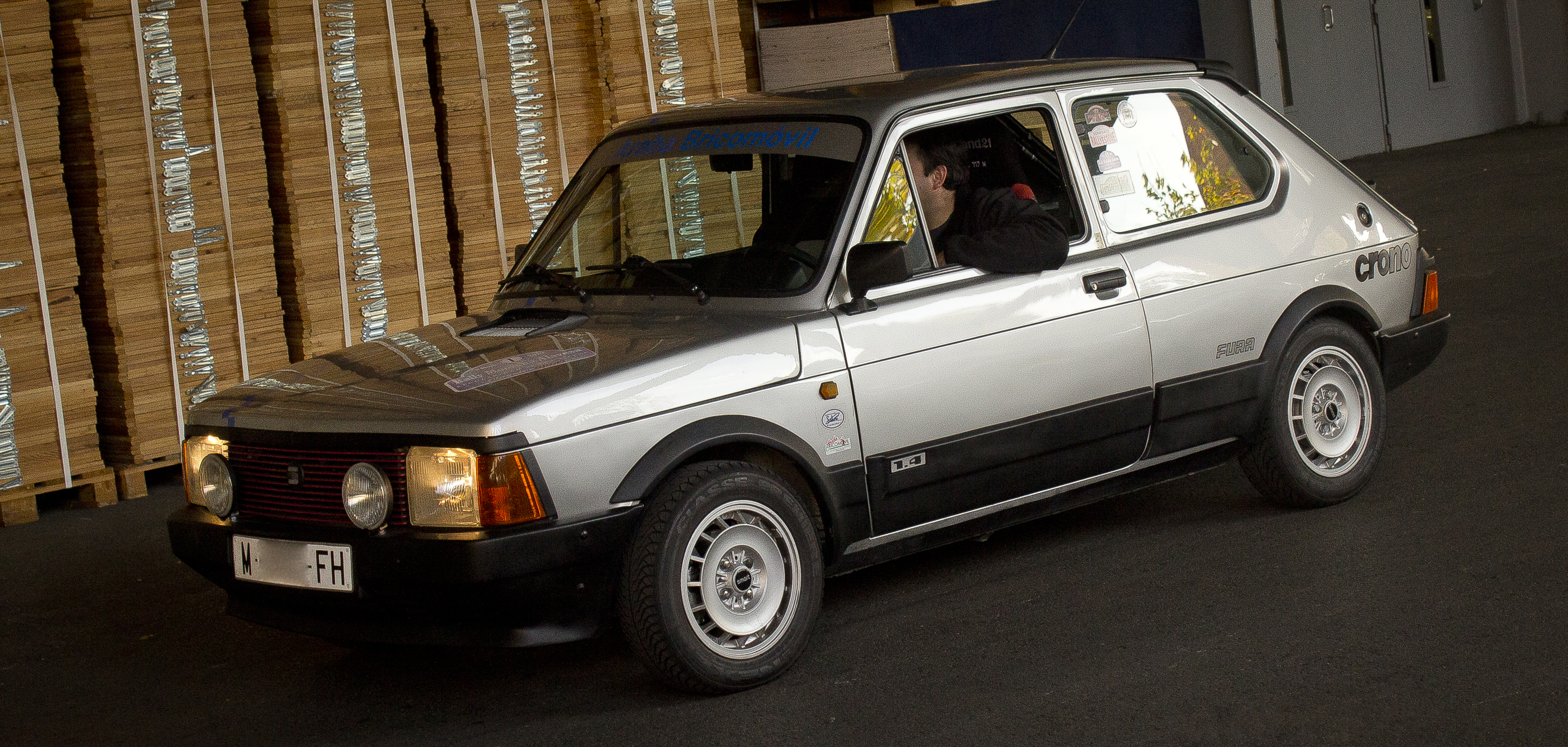
SEAT Fura Crono

Il modello era equipaggiato con un unico motore Fiat: il 903 cm³ aste e bilancieri della 127 900, depotenziato a 40 CV rispetto ai 45 CV originari per migliorare i consumi; c'era poi un 1438 cm³ da 75 CV, di derivazione Fiat 124, riservato alla sportiva Crono (mai venduta in Italia), rivisitazione spagnola della 127 Sport 75 HP. Gli allestimenti erano 2 (L e GL) e la carrozzeria a 3 o 5 porte. Assolutamente competitivi i prezzi: per acquistare la Fura meglio rifinita e accessoriata, servivano poco più di 8.500.000 lire contro lo stesso prezzo della concorrente più diretta ovvero la Nuova Fiat 127 1050 cm³ berlina prodotta in Brasile (con motore più moderno, ma finiture e accessori decisamente più economici) e i quasi 9.000.000 di lire per la Fiat Uno 45 Base.
I modelli in vendita nel 1981 fino alla fine produzione, nel 1986 furono:
- Fura L (versione d'ingresso: solo a 3 porte e 4 marce; optional; vetri posteriori apribili a compasso, poggiatesta anteriori, cinture di sicurezza statiche).
- Fura GL (3 o 5 porte di serie 5 marce, contagiri elettronico, poggiatesta anteriori, vetri posteriori apribili a compasso, paraurti in tinta con la carrozzeria, lunotto termico e tergilunotto, cinture di sicurezza con arrotolatore, orologio digitale, specchietto esterno con comando interno, coppe coprimozzo; optional: vernice metallizzata, specchio esterno destro e, dal 1985, Econotronic Seat).

La Fura fu la prima vettura della sua categoria a essere equipaggiata con l'Econotronic: un econometro elettronico a LED luminosi a 7 segmenti, fino a quel momento prerogativa di auto più potenti e lussuose.
Infatti le altre utilitarie montavano solo un semplice vacuometro analogico (Fiat Uno ES) o al più a 3 segmenti con luce a led (Citroën Visa).

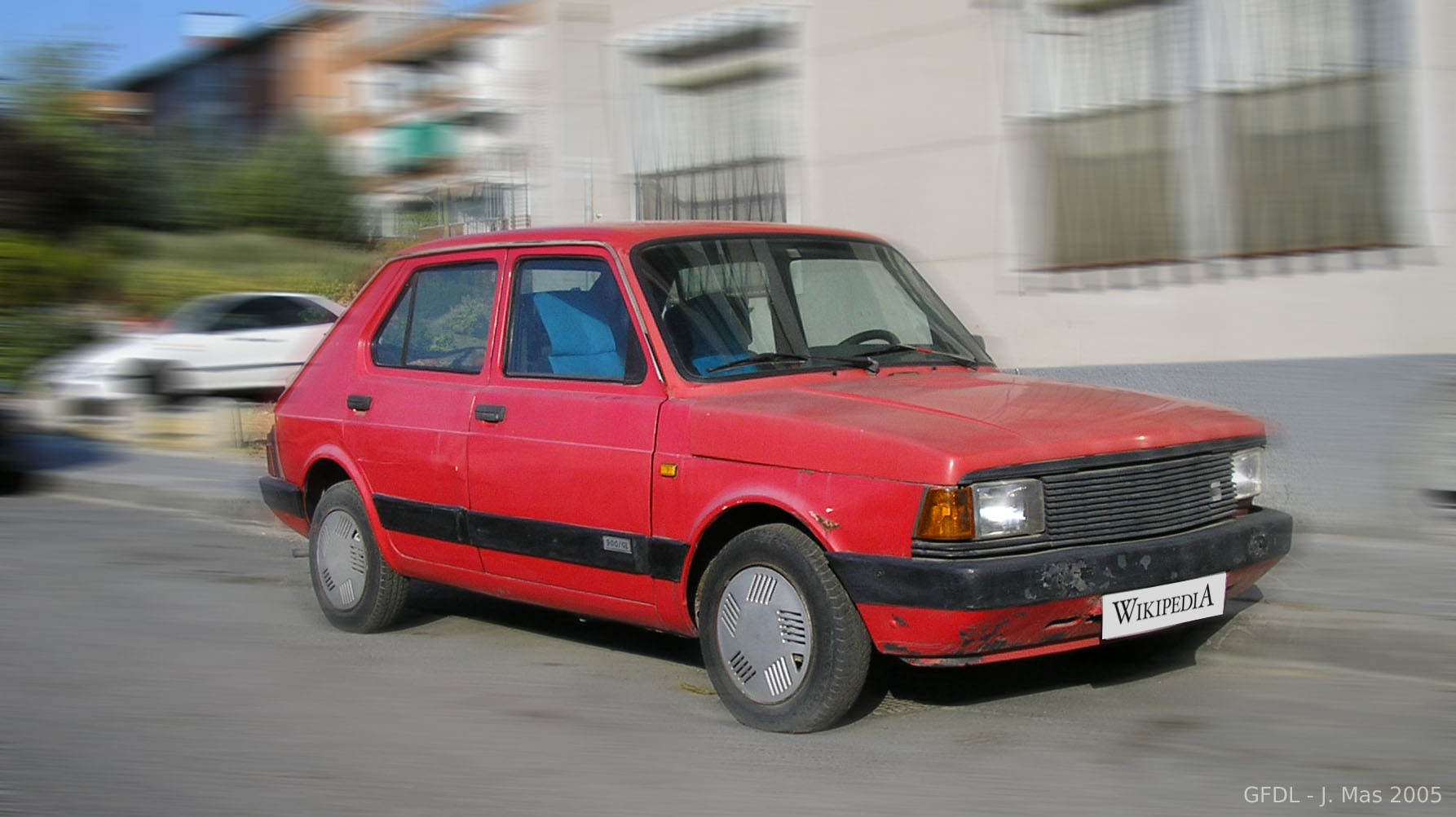
SEAT Fura Dos

Nel 1983 venne eseguito un lieve restyling, per l'occasione il modello venne rinominato SEAT Fura Dos. Gli allestimenti rimasero invariati, ma la versione sportiva Crono non fu disponibile per questa versione.
Nel solo anno 1984 la conveniente utilitaria spagnola vendette oltre 20.000 unita e la versione 3 porte GL fu quella più venduta. Intanto era già pronto il progetto per una nuova vettura totalmente made in Seat, l'Ibiza, realizzata da Giugiaro (già papà della Uno) sul pianale della Ronda. Tale vettura, debuttante verso la fine del 1984, sostituì progressivamente la Fura con l'introduzione delle versioni più economiche, infatti nel 1986 la nuova Seat Ibiza Junior 900 sostituisce nei listini Seat la Fura L e GL ereditandone la meccanica.
L'ultimo esemplare fu prodotto dagli stabilimenti spagnoli il 25 settembre 1985, uscendo dai listini nel marzo del 1986.

## Motorizzazioni
| Modello | Disponibilità       | Motore  | Cilindrata (cm³) | Potenza       | Coppia Massima (Nm) | Emissioni CO2 (g/Km) | 0–100 km/h (secondi) | Velocità max (Km/h) | Consumo medio (Km/l) |
| 900     | dal 1984 al 1987    | Benzina | 903              | 29 kW (39 Cv) | 60                  | n.d                  | 19.6                 | 130                 | 13.8                 |
| 1.4     | dal debutto al 1984 | Benzina | 1438             | 55 kW (75 Cv) | 113                 | n.d                  | n.d                  | 160                 | n.d                  |

| Caratteristiche tecniche - SEAT Fura Dos                                                 | Caratteristiche tecniche - SEAT Fura Dos | Caratteristiche tecniche - SEAT Fura Dos | Caratteristiche tecniche - SEAT Fura Dos | Caratteristiche tecniche - SEAT Fura Dos | Caratteristiche tecniche - SEAT Fura Dos |
| ---------------------------------------------------------------------------------------- | --- | --- | --- | --- | --- |
|                                                                                          | | | | | |
| Configurazione                                                                           | | | | | |
| Carrozzeria: Berlina 2 volumi                                                            | Carrozzeria: Berlina 2 volumi | Posizione motore: anteriore | Posizione motore: anteriore | Trazione: anteriore | Trazione: anteriore |
| Dimensioni e pesi                                                                        | | | | | |
| Ingombri (lungh.×largh.×alt. in mm): 3711 × 1536 × 1370                                  | Ingombri (lungh.×largh.×alt. in mm): 3711 × 1536 × 1370 | Ingombri (lungh.×largh.×alt. in mm): 3711 × 1536 × 1370 | Ingombri (lungh.×largh.×alt. in mm): 3711 × 1536 × 1370 | Diametro minimo sterzata: 9,60 m | Diametro minimo sterzata: 9,60 m |
| Interasse: 2225 mm                                                                       | Interasse: 2225 mm | Carreggiate: anteriore 1288 - posteriore 1303 mm | Carreggiate: anteriore 1288 - posteriore 1303 mm | Altezza minima da terra: | Altezza minima da terra: |
| Posti totali: 4                                                                          | Posti totali: 4 | Bagagliaio: 365 dm³ | Bagagliaio: 365 dm³ | Serbatoio: 30 l | Serbatoio: 30 l |
| Masse                                                                                    | a vuoto: 705 kg / in ordine di marcia: 800 kg | a vuoto: 705 kg / in ordine di marcia: 800 kg | a vuoto: 705 kg / in ordine di marcia: 800 kg | a vuoto: 705 kg / in ordine di marcia: 800 kg | a vuoto: 705 kg / in ordine di marcia: 800 kg |
| Meccanica                                                                                | | | | | |
| Tipo motore: 4 cilindri in linea ciclo Otto                                              | Tipo motore: 4 cilindri in linea ciclo Otto | Tipo motore: 4 cilindri in linea ciclo Otto | Cilindrata: (Alesaggio x corsa = 65 x 68 mm); 903 cm³ | Cilindrata: (Alesaggio x corsa = 65 x 68 mm); 903 cm³ | Cilindrata: (Alesaggio x corsa = 65 x 68 mm); 903 cm³ |
| Distribuzione: ad aste e bilancieri con albero a camme nel basamento comandato da catena | Distribuzione: ad aste e bilancieri con albero a camme nel basamento comandato da catena | Distribuzione: ad aste e bilancieri con albero a camme nel basamento comandato da catena | Alimentazione: a carburatore Weber 321 CEV | Alimentazione: a carburatore Weber 321 CEV | Alimentazione: a carburatore Weber 321 CEV |
| Prestazioni motore                                                                       | Potenza: 40 CV DIN a 5.800 giri/min / Coppia: 6,7 mkg DIN a 3.000 giri/min | Potenza: 40 CV DIN a 5.800 giri/min / Coppia: 6,7 mkg DIN a 3.000 giri/min | Potenza: 40 CV DIN a 5.800 giri/min / Coppia: 6,7 mkg DIN a 3.000 giri/min | Potenza: 40 CV DIN a 5.800 giri/min / Coppia: 6,7 mkg DIN a 3.000 giri/min | Potenza: 40 CV DIN a 5.800 giri/min / Coppia: 6,7 mkg DIN a 3.000 giri/min |
| Accensione: elettromeccanica con anticipo automatico                                     | Accensione: elettromeccanica con anticipo automatico | Accensione: elettromeccanica con anticipo automatico | Impianto elettrico: a 12 V, batteria 34 Ah | Impianto elettrico: a 12 V, batteria 34 Ah | Impianto elettrico: a 12 V, batteria 34 Ah |
| Frizione: monodisco a secco                                                              | Frizione: monodisco a secco | Frizione: monodisco a secco | Cambio: a 4 rapporti + RM (L), a 5 rapporti +RM (GL) | Cambio: a 4 rapporti + RM (L), a 5 rapporti +RM (GL) | Cambio: a 4 rapporti + RM (L), a 5 rapporti +RM (GL) |
| Telaio                                                                                   | | | | | |
| Corpo vettura                                                                            | Scocca metallica autoportante | Scocca metallica autoportante | Scocca metallica autoportante | Scocca metallica autoportante | Scocca metallica autoportante |
| Sterzo                                                                                   | a cremagliera | a cremagliera | a cremagliera | a cremagliera | a cremagliera |
| Sospensioni                                                                              | anteriori: a ruote indipendenti, bracci oscillanti e montanti telescopici, barra trasversale stabilizzatrice, mollone elicoidale, ammortizzatori idraulici telescopici / posteriori: a ruote indipendenti, bracci oscillanti, balestra trasversale bilama, ammortizzatori idraulici telescopici | anteriori: a ruote indipendenti, bracci oscillanti e montanti telescopici, barra trasversale stabilizzatrice, mollone elicoidale, ammortizzatori idraulici telescopici / posteriori: a ruote indipendenti, bracci oscillanti, balestra trasversale bilama, ammortizzatori idraulici telescopici | anteriori: a ruote indipendenti, bracci oscillanti e montanti telescopici, barra trasversale stabilizzatrice, mollone elicoidale, ammortizzatori idraulici telescopici / posteriori: a ruote indipendenti, bracci oscillanti, balestra trasversale bilama, ammortizzatori idraulici telescopici | anteriori: a ruote indipendenti, bracci oscillanti e montanti telescopici, barra trasversale stabilizzatrice, mollone elicoidale, ammortizzatori idraulici telescopici / posteriori: a ruote indipendenti, bracci oscillanti, balestra trasversale bilama, ammortizzatori idraulici telescopici | anteriori: a ruote indipendenti, bracci oscillanti e montanti telescopici, barra trasversale stabilizzatrice, mollone elicoidale, ammortizzatori idraulici telescopici / posteriori: a ruote indipendenti, bracci oscillanti, balestra trasversale bilama, ammortizzatori idraulici telescopici |
| Freni                                                                                    | anteriori: a disco / posteriori: a tamburo; con comando idraulico, doppio circuito, servofreno a depressione e correttore di frenata al retrotreno. Freno a mano sulle posteriori con comando meccanico                                                                                         | anteriori: a disco / posteriori: a tamburo; con comando idraulico, doppio circuito, servofreno a depressione e correttore di frenata al retrotreno. Freno a mano sulle posteriori con comando meccanico                                                                                         | anteriori: a disco / posteriori: a tamburo; con comando idraulico, doppio circuito, servofreno a depressione e correttore di frenata al retrotreno. Freno a mano sulle posteriori con comando meccanico                                                                                         | anteriori: a disco / posteriori: a tamburo; con comando idraulico, doppio circuito, servofreno a depressione e correttore di frenata al retrotreno. Freno a mano sulle posteriori con comando meccanico                                                                                         | anteriori: a disco / posteriori: a tamburo; con comando idraulico, doppio circuito, servofreno a depressione e correttore di frenata al retrotreno. Freno a mano sulle posteriori con comando meccanico                                                                                         |
| Pneumatici                                                                               | 135-SR x 13 | 135-SR x 13 | 135-SR x 13 | 135-SR x 13 | 135-SR x 13 |
| Prestazioni dichiarate                                                                   | | | | | |
| Velocità: 130 km/h                                                                       | Velocità: 130 km/h | Velocità: 130 km/h | Accelerazione: 19,6 sec. (0-100 km/h) | Accelerazione: 19,6 sec. (0-100 km/h) | Accelerazione: 19,6 sec. (0-100 km/h) |
| Consumi                                                                                  | a 90 km/h: 5,7 (GL); 6,1 (L) - a 120 km/h: 7,9 (L); 7,4 (GL) - urbano: 8,5 (L, GL) lt/100 km | a 90 km/h: 5,7 (GL); 6,1 (L) - a 120 km/h: 7,9 (L); 7,4 (GL) - urbano: 8,5 (L, GL) lt/100 km | a 90 km/h: 5,7 (GL); 6,1 (L) - a 120 km/h: 7,9 (L); 7,4 (GL) - urbano: 8,5 (L, GL) lt/100 km | a 90 km/h: 5,7 (GL); 6,1 (L) - a 120 km/h: 7,9 (L); 7,4 (GL) - urbano: 8,5 (L, GL) lt/100 km | a 90 km/h: 5,7 (GL); 6,1 (L) - a 120 km/h: 7,9 (L); 7,4 (GL) - urbano: 8,5 (L, GL) lt/100 km |
| Fonte dei dati: Brochure originale Seat                                                  | | | | | |